# Вестерлихтторен
Вестерлихтторен (нидерл. Westerlichttoren, дословно — «Западная световая башня») — береговой опознавательный навигационный знак в пределах посёлках Хамстед в голландской провинции Зеландия, Нидерланды. Высота башни маяка — 50 метров, фонарь расположен на высоте 58 метров. Вестерлихтторен — самый высокий маяк Нидерландов.
Толщина стен у основания башни достигает двух с половиной метров, по мере увеличения высоты толщина уменьшается. Маяк окрашен в белую и красную полосы, образующие спираль.
Вестерлихтторен известен прежде всего благодаря тому, что был изображён на бывшей нидерландской банкноте в 250 гульденов, из-за чего сама банкнота получила прозвище «de vuurtoren» (маяк, дословно — «огненная башня»).